# Nunatak Glotova
Nunatak Glotova är en nunatak i Antarktis. Den ligger i Västantarktis. Inget land gör anspråk på området. Toppen på Nunatak Glotova är 249 meter över havet.
Terrängen runt Nunatak Glotova är platt söderut, men norrut är den kuperad. Trakten är obefolkad. Det finns inga samhällen i närheten.